# República Autònoma de l'Epir del Nord
La República Autònoma de l'Epir del Nord (grec Αυτόνομος Δημοκρατία της Βορείου Ηπείρου, Aftónomos Dimokratia tis Voriü Ipíru) va ser un efímer estat autònom creat pels grecs al sud de l'actual Albània entre 1914 i 1915. Aquesta àrea, anomenada pels grecs com Epir del Nord, tenia una notable minoria grega i havia estat ocupada per l'exèrcit grec durant la Primera Guerra Balcànica (1912-1913).
El tractat de Londres de 1913, que va marcar el final de la Primera Guerra Balcànica, va assignar la major part de l'Epir a Grècia, però els districtes del nord van quedar dins del nou estat d'Albània, en contra dels desitjos de la població grega de la zona. La decisió no va ser acceptada per la població grega local, i quan l'exèrcit grec es va retirar a la nova frontera, el 28 de febrer de 1914 els grecs epirotes van establir un govern autònom, amb el suport tàcit de Grècia, amb capital a Argyrokastron (Gjirokastër), i el seu president va ser el grec epirota Georgios Christakis-Zografos.
El 7 de març de 1914 va arribar a Albània el príncep Guillem de Wied i els grecs del sud d'aquest país es van rebel·lar contra la seva pertinença al principat i van ampliar el domini del govern provisional anomenat "Autonomos Epeiros" (que en grec igual vol dir Epir autònom com Epir independent). Els irregulars grecs van terroritzar la població albanesa de la regió de Koritza i altres llocs, que va haver de fugir. El govern grec va repudiar aquests actes però secretament donava ajut al rebels. Finalment es va reconèixer l'autonomia del nord pel protocol de Corfú, amb el nom "(Autonomos) Boreios Epeiros" (Epir del Nord autònom) 
En esclatar la Primera Guerra Mundial, les tropes gregues van envair l'Epir autònom i el van ocupar (finals de 1914) amb la virtual complaença del govern provisional, que fou dissolt i es va establir l'administració militar de l'Epir grec. Les tropes gregues van romandre al país dos anys.
El 1915 els grecs van entregar el control de la zona nord del sud d'Albània als italians (Gyrocaster) i frencesas (Koritza). Les tropes gregues no van evacuar completament la zona fins al 1916. Els italians van establir un règim d'ocupació militar mentre els francesos establien un règim autònom a Koritza.
La pertinença de l'Epir del Nord a Albània fou confirmada per la Comissió de Delimitació de Fronteres el 1921, que també va confirmar la incorporació de la resta litigiosa de l'Epir, amb Janina, a Grècia.